# Grand Prix automobile de Monaco 1960
GP précédent GP suivant
Le Grand Prix de Monaco 1960 (XVIIIe Grand Prix de Monaco), disputé sur le circuit de Monaco le 29 mai 1960, est la quatre-vingt-sixième épreuve du championnat du monde de Formule 1 courue depuis 1950 et la deuxième manche du championnat 1960.

## Contexte avant la course

### Le championnat du monde
La saison 1960 de Formule 1 est la dernière courue sous la réglementation à moteur 2500 cm3 atmosphérique ou 750 cm3 suralimenté, en vigueur depuis 1954. Le calendrier du championnat du monde s'est légèrement étoffé par rapport à l'année précédente, avec le retour des Grands Prix d'Argentine et de Belgique dix épreuves sont au programme, dont les 500 miles d'Indianapolis, manche spécifique disputée sous la réglementation Indycar.
Si la majorité des équipes (à l'exception de Lotus) avait utilisé les monoplaces de la saison précédente pour le premier grand prix de l'année, la deuxième manche du championnat propose un plateau plus complet, avec les derniers modèles des constructeurs, tant chez Cooper que chez BRM ou chez Ferrari (le constructeur italien ayant finalement admis, après sa récente défaite, la supériorité du concept du moteur central arrière), désormais majoritairement adopté. En l'absence d'Aston Martin, forfait, les seules voitures à moteur avant seront les deux nouvelles Scarab du pilote-constructeur américain Lance Reventlow ainsi que trois des quatre Ferrari engagées, la marque de Maranello n'ayant amené qu'un seul de ses nouveaux prototypes.

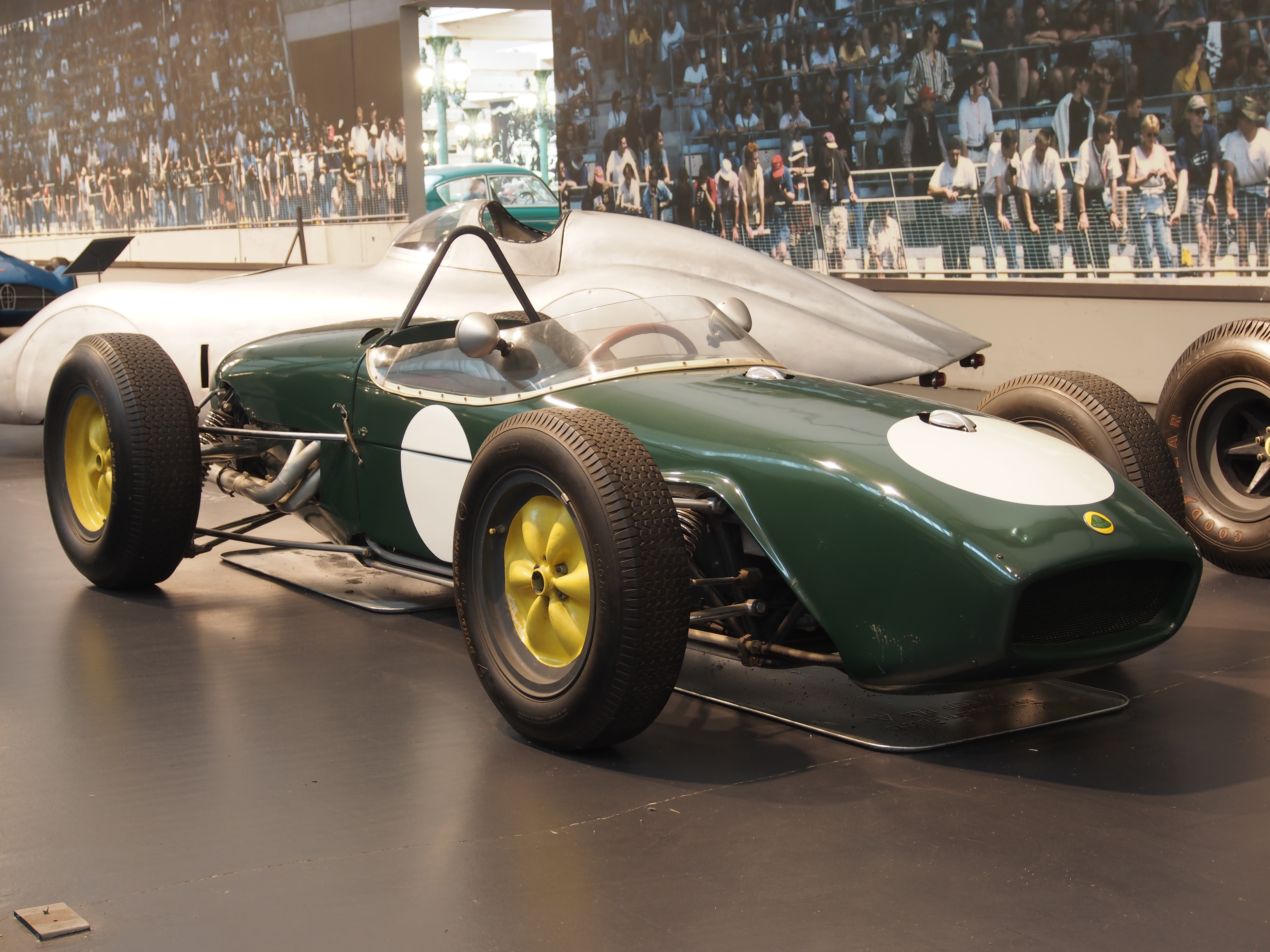
La Lotus 18 s'est imposée lors des deux courses précédentes, hors championnat, aux mains d'Innes Ireland.

Ayant manqué de peu le titre mondial en 1959 face à l'inattendu Jack Brabham qui a fait triompher sa Cooper, Stirling Moss reste cependant favori pour la saison 1960, d'autant qu'il dispose désormais de la très performante Lotus 18 qui s'est imposée dans les deux premières épreuves européennes de l'année, hors championnat, aux mains d'Innes Ireland. Tous deux malchanceux en Argentine, Moss et Brabham n'ont encore marqué aucun point et c'est le jeune Néo-Zélandais Bruce McLaren (second pilote de l'équipe Cooper), vainqueur à Buenos Aires, qui mène le championnat.

### Le circuit

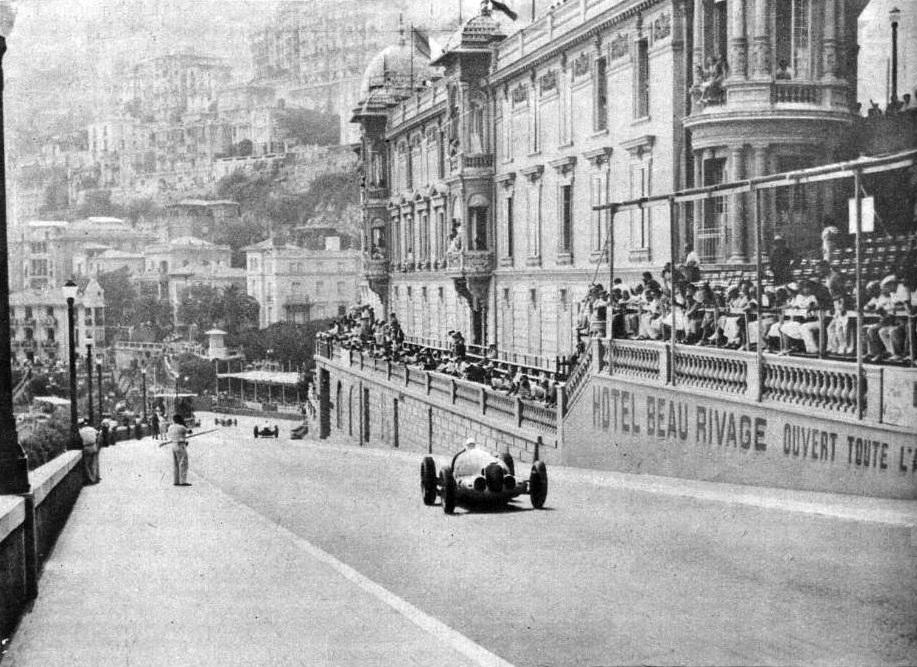
Le tracé du circuit a très peu évolué depuis 1929 : ici le passage devant l'hôtel Beau Rivage, dans la montée vers Sainte-Dévote, lors du Grand Prix de 1937.

Créé en 1929, le circuit urbain de Monaco, tracé dans les rues de la principauté, est la plus lente des pistes empruntées dans le cadre du championnat du monde. Pratiquement inchangé en trente ans, il est particulièrement sélectif, soumettant pilotes à rude épreuve de par son étroitesse et l'absence de zones de dégagement, ne pardonnant aucun écart de trajectoire ; la fiabilité des monoplaces est également un critère déterminant ici, transmission et système de freinage étant très sollicités. Grâce à leur légèreté et leur maniabilité, les Cooper s'y sont révélées très compétitives au cours des dernières éditions, s’imposant en 1958 avec Maurice Trintignant et en 1959 avec Jack Brabham, détenteur du record officiel de la piste à 112,8 km/h de moyenne.

## Monoplaces en lice
- Cooper T53 "Usine"

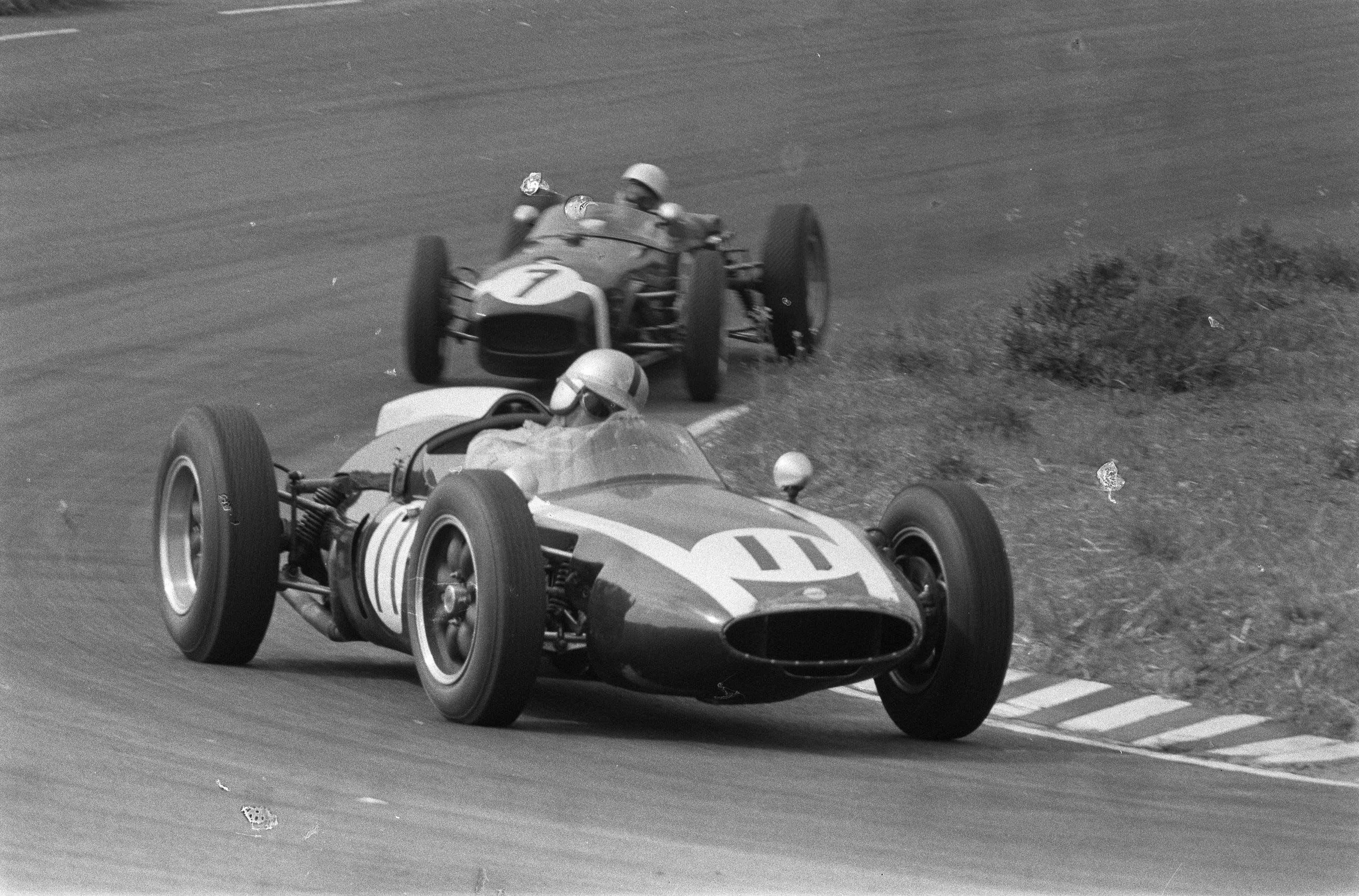
Evolution de la T51 championne du monde, la Cooper T53 (vue ici aux mains de Jack Brabham en 1960) va faire sa première apparition en championnat dans les rues de Monte-Carlo.

John Cooper a engagé deux T53, nouvelles monoplaces qui ont fait leurs débuts à Silverstone deux semaines plus tôt à l'occasion de l'International Trophy (hors championnat), Jack Brabham s'étant alors classé second à quelques encablures de la Lotus d'Innes Ireland. Plus basse et plus légère que la T51 dont elle dérive, disposant en outre d'une boîte de vitesses à cinq rapports, la T53 s'est révélée d'emblée compétitive. Elle est équipée de la dernière version du moteur 4 cylindres Coventry Climax FPF (monté en position centrale arrière), qui développe 243 chevaux à 6 800 tr/min, offrant un excellent rapport poids/puissance à cette voiture accusant 460 kg sur la balance avec eau et huile, carburant exclu. Premier pilote de l'équipe, Brabham est secondé par Bruce McLaren.
- Cooper T51 privées

Dirigée par Alfred Moss, l'équipe Yeoman Credit (anciennement BRP) vient en soutien de l'usine, avec deux T51 de la saison passée (485 kg, moteur Climax FPF de 240 chevaux). Les pilotes sont Tony Brooks et Chris Bristow, ce dernier remplaçant Harry Schell disparu accidentellement à Silverstone deux semaines auparavant, lors des essais de l'International Trophy. Deux autres T51 à moteur Climax sont également présentes : Roy Salvadori pilote celle d'High Efficiency Motors, Bruce Halford celle de Fred Tuck Cars. La Scuderia Centro Sud, qui utilise des moteurs quatre cylindres Maserati développant également 240 chevaux, a engagé trois T51 pour Masten Gregory, Ian Burgess et Maurice Trintignant.
- Cooper Castellotti

Nommée Scuderia Eugenio Castellotti en mémoire du pilote disparu trois ans plus tôt, cette équipe italienne, soutenue par Enzo Ferrari dont le but est de mieux appréhender la technique du moteur central arrière, a adapté un moteur de Ferrari 555 (quatre cylindres, 250 chevaux à 6500 tr/min) et une boîte de vitesses Colotti à cinq rapports sur un châssis T51. La Cooper Castellotti (de fait une Cooper-Ferrari) débute à Monaco aux mains de Giorgio Scarlatti. Son coéquipier Gino Munaron est pilote de réserve, un seul modèle étant pour l'heure achevé.
- Ferrari Dino 246 "Usine"

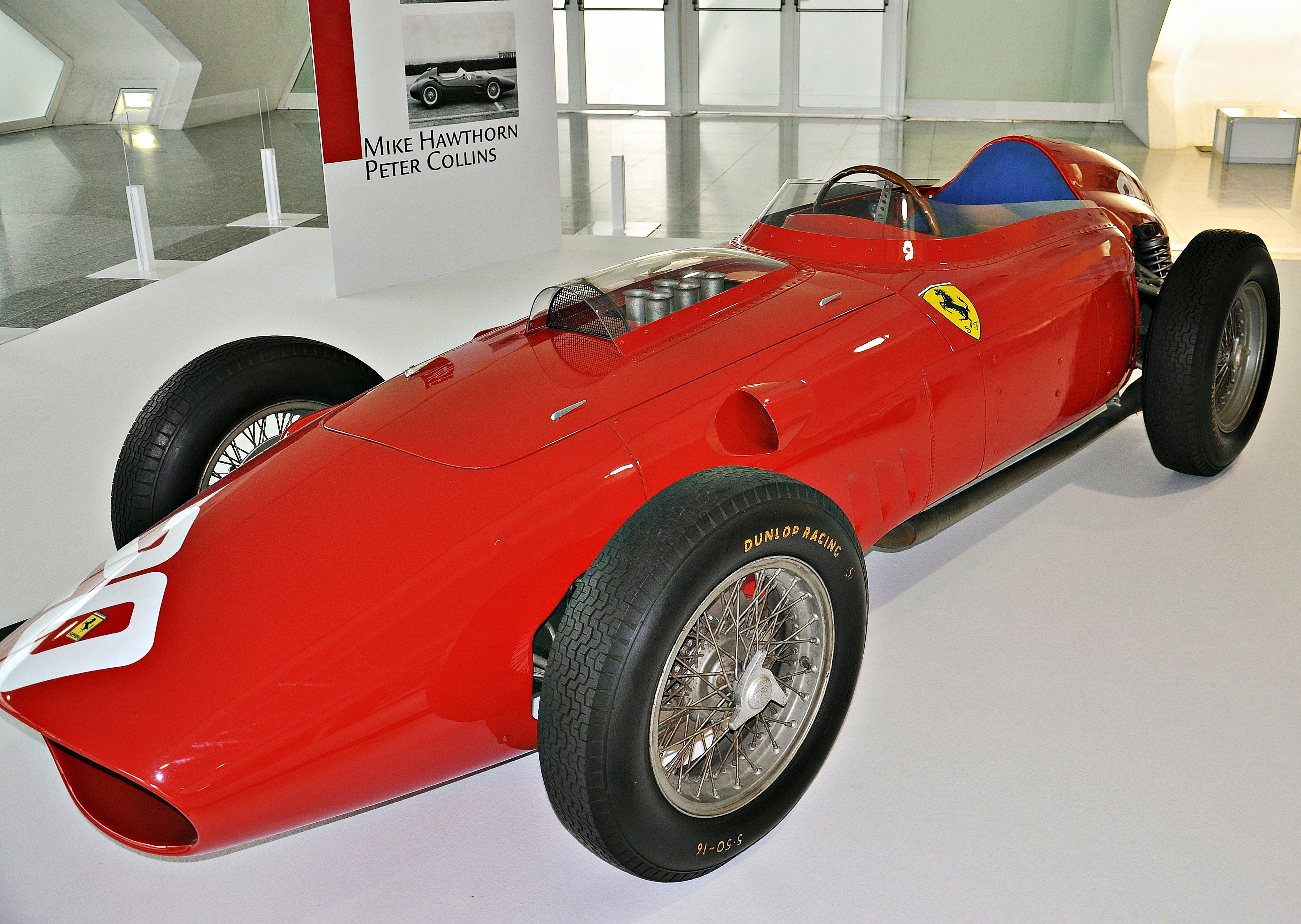
Si un nouveau prototype à moteur arrière a été engagé, les pilotes habituels de la Scuderia disposent de la traditionnelle Ferrari Dino 246 à moteur avant, vue ici dans sa dernière évolution.

Grande première pour la Scuderia Ferrari qui présente une voiture à moteur central arrière. Baptisée 246P et disposant du même V6 Dino (2474 cm3, double arbre à cames en tête, double allumage, trois carburateurs double corps, 290 chevaux) que les traditionnelles 246 à moteur avant, cette monoplace expérimentale de 550 kg vient tout juste d’être achevée, ayant effectué ses premiers tours de roues la semaine précédente aux mains du pilote d'essais Martino Severi ; elle est confiée au pilote américain Richie Ginther, qui fait ses débuts en championnat. Les trois autres pilotes de l’équipe, Phil Hill, Wolfgang von Trips et Cliff Allison pilotent leurs monoplaces habituelles, équipées d’une nouvelle boîte de vitesses à grille inversée. Plus encombrantes et plus lourdes (environ 600 kg en ordre de marche) que leurs concurrentes britanniques, elles ne seront pas à leur avantage sur le tourniquet de Monaco.
- BRM P48 "Usine"

Brièvement apparue aux essais du Grand Prix d'Italie la saison passée, la nouvelle P48 à moteur central arrière a réellement débuté en course lors du Glover Trophy à Goodwood mi-avril, hors championnat, où Graham Hill s'était octroyé la cinquième place. Reprenant la mécanique de la P25 (moteur quatre cylindres développant désormais 280 chevaux), la nouveauté est plus basse et plus légère (moins de 550 kg) ; elle se caractérise par un original dispositif de freinage arrière, un unique frein à disque monté sur l'arbre de transmission. Trois voitures ont été préparées par l'usine, pour Joakim Bonnier, Graham Hill et Dan Gurney.
- Lotus 18 "Usine"

Initialement conçue pour les formules 1 et 2, la petite Lotus 18 est également utilisée en Formule Junior, catégorie dans laquelle elle a fait son apparition en course en décembre 1959. Grâce à un maître-couple extrêmement réduit (la hauteur hors tout est de 67 centimètres) et sa remarquable légèreté (440 kg en ordre de marche avec son moteur F1 Climax FPF de 240 chevaux), la dernière réalisation de Colin Chapman s'est immédiatement montrée compétitive, bénéficiant d'un meilleur rapport poids/puissance que ses concurrentes et d'une efficace boîte de vitesses séquentielle à cinq rapports, également conçue par l'usine. La voiture vient de remporter le Glover Trophy et l'International Trophy aux mains d'Innes Ireland, premier pilote de l'équipe qui sera épaulé à Monaco par Alan Stacey et John Surtees, champion du monde moto, qui fait ses débuts en championnat. Impressionné par ses performances, Stirling Moss a incité son patron Rob Walker à obtenir de Chapman un châssis et une boîte de vitesses de 18, et le champion britannique va étrenner sa nouvelle voiture, préparée par son fidèle mécanicien Alf Francis, à Monaco.
- Scarab "Usine"

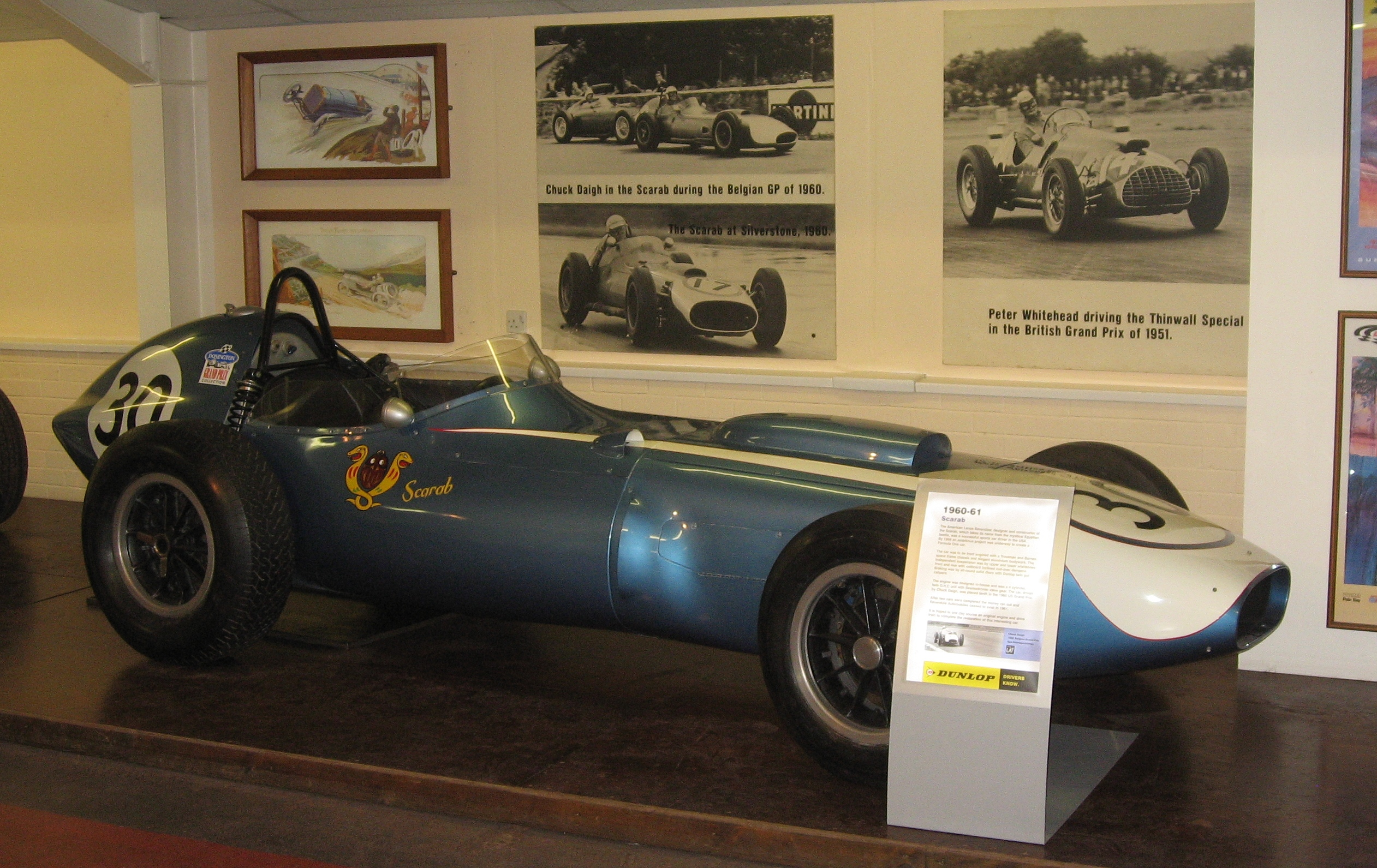
La Scarab F1, première formule 1 américaine.

Le pilote constructeur américain Lance Reventlow dévoile ses nouvelles Scarab F1, premières monoplaces de la marque, dont la mise au point a pris quelques mois de retard, la première voiture n'ayant pu être prête pour la manche d'ouverture en Argentine. Elles sont équipées d'un moteur quatre cylindres de 2441 cm3 à double arbre à cames en tête, d'une puissance de 235 chevaux, monté en position inclinée à l'avant du châssis. La boîte de vitesses à quatre rapports est d'origine Chevrolet. La suspension est à doubles triangles et ressorts hélicoïdaux, à l'avant comme à l'arrière, tandis que le freinage est assuré par quatre freins à disques Girling. Malgré une réalisation particulièrement soignée, des doutes planent sur la compétitivité de ces voitures de 560 kg face aux monoplaces britanniques, plus puissantes et plus légères, d'autant que Reventlow et son coéquipier Chuck Daigh n'ont aucune expérience de la course en Europe.
- JBW Typ1

Le constructeur artisanal JBW engage un modèle Typ1 pour Brian Naylor, cofondateur de la marque. Cette monoplace inspirée de la Cooper T45 est équipée d'un moteur de Maserati 250S, monté en position centrale arrière.

## Coureurs inscrits
| no | Pilote                         | Écurie                    | Constructeur | Modèle                 | Moteur             | Pneumatiques |
| -- | ------------------------------ | ------------------------- | ------------ | ---------------------- | ------------------ | ------------ |
| 2  | Joakim Bonnier                 | Owen Racing Organisation  | BRM          | BRM P48                | BRM L4             | D            |
| 4  | Dan Gurney                     | Owen Racing Organisation  | BRM          | BRM P48                | BRM L4             | D            |
| 6  | Graham Hill                    | Owen Racing Organisation  | BRM          | BRM P48                | BRM L4             | D            |
| 8  | Jack Brabham                   | Cooper Car Company        | Cooper       | Cooper T53             | Coventry Climax L4 | D            |
| 10 | Bruce McLaren                  | Cooper Car Company        | Cooper       | Cooper T53             | Coventry Climax L4 | D            |
| 12 | Bruce Halford                  | Fred Tuck Cars            | Cooper       | Cooper T51             | Coventry Climax L4 | D            |
| 14 | Roy Salvadori                  | High Efficiency Motors    | Cooper       | Cooper T51             | Coventry Climax L4 | D            |
| 16 | Chris Bristow                  | Yeoman Credit Bank        | Cooper       | Cooper T51             | Coventry Climax L4 | D            |
| 18 | Tony Brooks                    | Yeoman Credit Bank        | Cooper       | Cooper T51             | Coventry Climax L4 | D            |
| 20 | Brian Naylor                   | JB Naylor                 | JBW          | JBW Typ1               | Maserati L4        | D            |
| 22 | Innes Ireland                  | Team Lotus                | Lotus        | Lotus 18               | Coventry Climax L4 | D            |
| 24 | Alan Stacey                    | Team Lotus                | Lotus        | Lotus 18               | Coventry Climax L4 | D            |
| 26 | John Surtees                   | Team Lotus                | Lotus        | Lotus 18               | Coventry Climax L4 | D            |
| 28 | Stirling Moss                  | Rob Walker Racing Team    | Lotus        | Lotus 18               | Coventry Climax L4 | D            |
| 30 | Giorgio Scarlatti Gino Munaron | Scuderia Castellotti      | Cooper       | Cooper-Castellotti T51 | Ferrari L4         | D            |
| 32 | Cliff Allison                  | Scuderia Ferrari          | Ferrari      | Ferrari Dino 246       | Ferrari V6         | D            |
| 34 | Richie Ginther                 | Scuderia Ferrari          | Ferrari      | Ferrari 246P           | Ferrari V6         | D            |
| 36 | Phil Hill                      | Scuderia Ferrari          | Ferrari      | Ferrari Dino 246       | Ferrari V6         | D            |
| 38 | Wolfgang von Trips             | Scuderia Ferrari          | Ferrari      | Ferrari Dino 246       | Ferrari V6         | D            |
| 40 | Masten Gregory                 | Scuderia Centro Sud       | Cooper       | Cooper T51             | Maserati L4        | D            |
| 42 | Ian Burgess                    | Scuderia Centro Sud       | Cooper       | Cooper T51             | Maserati L4        | D            |
| 44 | Maurice Trintignant            | Scuderia Centro Sud       | Cooper       | Cooper T51             | Maserati L4        | D            |
| 46 | Chuck Daigh                    | Reventlow Automobiles Inc | Scarab       | Scarab F1              | Scarab L4          | G, D         |
| 48 | Lance Reventlow                | Reventlow Automobiles Inc | Scarab       | Scarab F1              | Scarab L4          | G, D         |

## Qualifications
Les essais qualificatifs se déroulent les jeudi, vendredi et samedi précédant la course. Pratiquement tous les concurrents sont en piste dès la première journée, chaque équipe ayant à tester ses nouveaux modèles. Aucune hiérarchie ne va cependant pouvoir être établie, le système de chronométrage officiel s'avérant totalement inopérant. Les organisateurs finissent par déclarer la session nulle, reportant au lendemain l’ouverture effective des qualifications. Les premiers résultats vont mettre en évidence la supériorité de Stirling Moss qui au volant de sa nouvelle Lotus 18 tourne dans des temps record et parvient à accomplir un tour à plus de 117,5 km/h de moyenne, améliorant de près de trois secondes sa performance de l'année précédente. En début de séance, Cliff Allison figurait également parmi les plus rapides, avant que les chronométreurs ne se rendent compte que son meilleur temps lui avait été attribué par erreur. Reparti le couteau entre les dents, le pilote britannique, se trompant dans le choix du rapport de vitesse en rétrogradant à la chicane (les Ferrari étrennent une nouvelle boîte à grille inversée), ne sorte violemment de la piste ; éjecté de sa monoplace, il est relevé, inconscient, avec un bras cassé. Le traumatisme est heureusement sans gravité, mais cet accident va mettre un terme à sa carrière au sein de la Scuderia. C’est finalement Jack Brabham, sur la nouvelle Cooper, qui va se montrer le plus menaçant pour Moss, s'approchant à une seconde de son temps de référence. Il devance les deux Cooper de l'écurie Yeoman Credit, qui ont réalisé le même temps, à trois dixièmes de seconde de Brabham, chrono d’ailleurs égalé un peu plus tard par Joakim Bonnier sur BRM. Les circonstances ont été moins favorables pour le second pilote officiel de John Cooper, Bruce McLaren, dont les essais ont été perturbés par une sortie de la route et qui n'a réalisé que le onzième temps. Très attendues, les nouvelles Scarab ont beaucoup déçu, la plus rapide, aux mains de Chuck Daigh, étant reléguée à plus de dix secondes de la Lotus de Stirling Moss, malgré le remplacement des pneus Goodyear initialement montés par les habituels pneus Dunlop mieux adaptés aux circuits européens ; sans aucun espoir de qualification, Lance Reventlow, en désespoir de cause, prête sa propre monoplace à Moss, qui bat le temps de Daigh de près de deux secondes mais confirme l’absolu manque de compétitivité de cette voiture.
Le temps est maussade le samedi, et la piste est plus lente que la veille. Le nombre de places restreint incite cependant bon nombre de pilotes à tenter d'améliorer leurs performances de la veille pour faire partie des seize qualifiés. La hiérarchie du vendredi va cependant rester pratiquement inchangée, seul Maurice Trintignant sur une Cooper de la Scuderia Centro Sud améliorant sa position, décrochant in extremis une place sur la grille au détriment du Britannique Bruce Halford. Moss partira donc en pole position au côté de Brabham et Brooks, qui avait établi le troisième temps avant Bristow et Bonnier, relégués en seconde ligne. Les Scarab n'ont pas progressé, un cuisant échec pour le constructeur américain qui a conçu une monoplace techniquement dépassée par ses concurrentes.

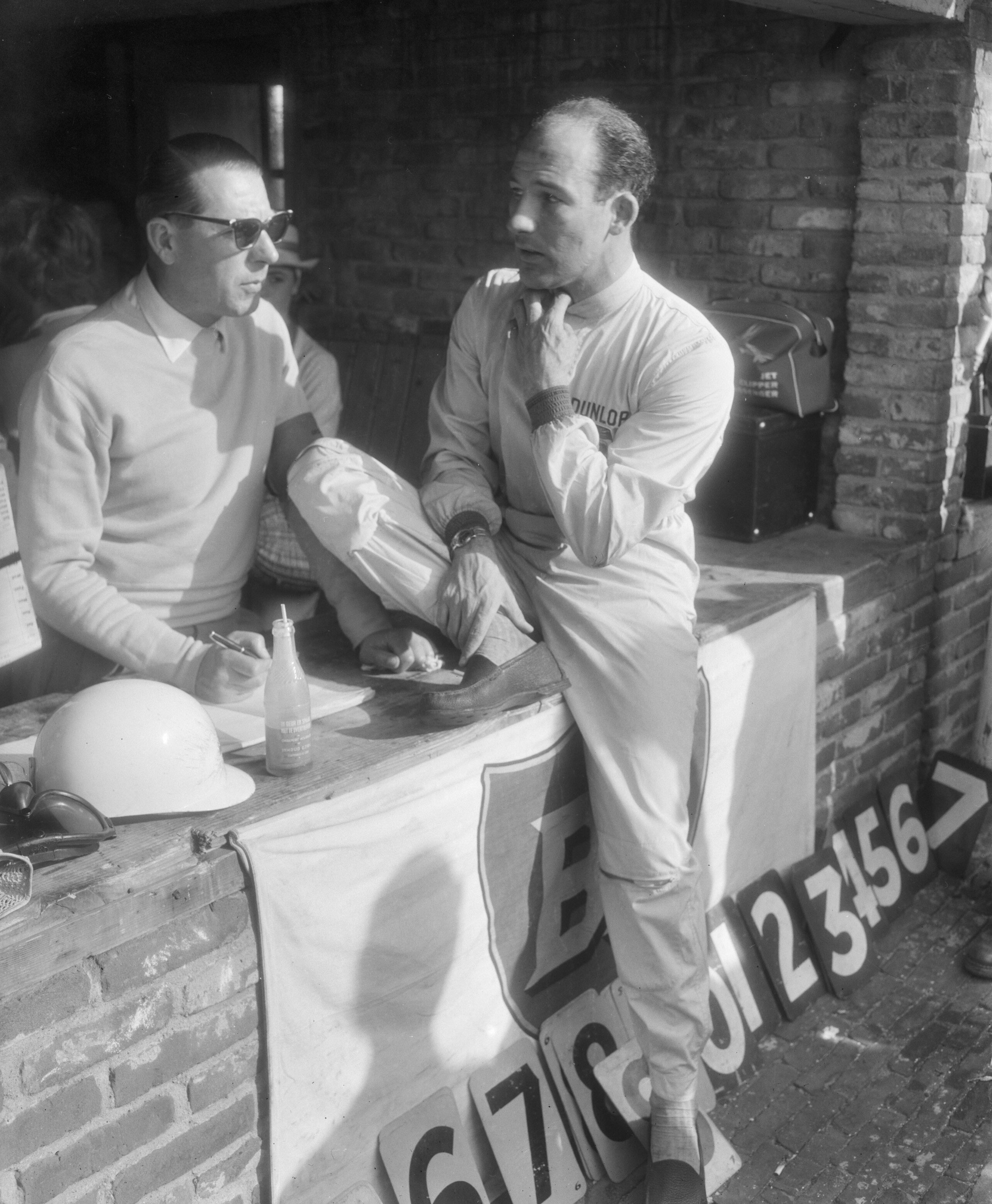
Stirling Moss (à droite sur la photo) a rapidement pris la mesure de sa nouvelle monture pour s'imposer une fois de plus aux essais qualificatifs.

| Pos. | Pilote              | Écurie          | Temps        | Écart    |
| ---- | ------------------- | --------------- | ------------ | -------- |
| 1    | Stirling Moss       | Lotus-Climax    | 1 min 36 s 3 |          |
| 2    | Jack Brabham        | Cooper-Climax   | 1 min 37 s 3 | + 1 s 0  |
| 3    | Tony Brooks         | Cooper-Climax   | 1 min 37 s 7 | + 1 s 4  |
| 4    | Chris Bristow       | Cooper-Climax   | 1 min 37 s 7 | + 1 s 4  |
| 5    | Joakim Bonnier      | BRM             | 1 min 37 s 7 | + 1 s 4  |
| 6    | Graham Hill         | BRM             | 1 min 38 s 0 | + 1 s 7  |
| 7    | Innes Ireland       | Lotus-Climax    | 1 min 38 s 2 | + 1 s 9  |
| 8    | Wolfgang von Trips  | Ferrari         | 1 min 38 s 3 | + 2 s 0  |
| 9    | Richie Ginther      | Ferrari         | 1 min 38 s 4 | + 2 s 1  |
| 10   | Phil Hill           | Ferrari         | 1 min 38 s 5 | + 2 s 2  |
| 11   | Bruce McLaren       | Cooper-Climax   | 1 min 38 s 6 | + 2 s 3  |
| 12   | Roy Salvadori       | Cooper-Climax   | 1 min 38 s 7 | + 2 s 4  |
| 13   | Alan Stacey         | Lotus-Climax    | 1 min 38 s 8 | + 2 s 5  |
| 14   | Dan Gurney          | BRM             | 1 min 38 s 9 | + 2 s 6  |
| 15   | John Surtees        | Lotus-Climax    | 1 min 39 s 0 | + 2 s 7  |
| 16   | Maurice Trintignant | Cooper-Climax   | 1 min 39 s 1 | + 2 s 8  |
| 17   | Bruce Halford       | Cooper-Climax   | 1 min 39 s 6 | + 3 s 3  |
| 18   | Cliff Allison       | Ferrari         | 1 min 39 s 7 | + 3 s 4  |
| 19   | Brian Naylor        | JBW-Maserati    | 1 min 40 s 3 | + 4 s 0  |
| 20   | Masten Gregory      | Cooper-Maserati | 1 min 41 s 6 | + 5 s 3  |
| 21   | Stirling Moss       | Scarab          | 1 min 45 s 1 | + 8 s 9  |
| 22   | Chuck Daigh         | Scarab          | 1 min 47 s 0 | + 10 s 7 |
| 23   | Giorgio Scarlatti   | Cooper-Ferrari  | 1 min 47 s 4 | + 11 s 1 |
| 24   | Lance Reventlow     | Scarab          | 1 min 48 s 5 | + 12 s 2 |
| 25   | Ian Burgess         | Cooper-Maserati | 1 min 49 s 1 | + 12 s 8 |
|      | Gino Munaron        | Cooper-Ferrari  | pas de temps | -        |

## Grille de départ du Grand Prix
| 1re ligne | Pos. 3                     |                              | Pos. 2                          |                              | Pos. 1                      |
|           | Brooks Cooper 1 min 37 s 7 |                              | Brabham Cooper 1 min 37 s 3     |                              | Moss Lotus 1 min 36 s 3     |
| 2e ligne  |                            | Pos. 5                       |                                 | Pos. 4                       |                             |
|           |                            | Bonnier BRM 1 min 37 s 7     |                                 | Bristow Cooper 1 min 37 s 7  |                             |
| 3e ligne  | Pos. 8                     |                              | Pos. 7                          |                              | Pos. 6                      |
|           | Trips Ferrari 1 min 38 s 3 |                              | Ireland Lotus 1 min 38 s 2      |                              | G. Hill BRM 1 min 38 s 0    |
| 4e ligne  |                            | Pos. 10                      |                                 | Pos. 9                       |                             |
|           |                            | P. Hill Ferrari 1 min 38 s 5 |                                 | Ginther Ferrari 1 min 38 s 4 |                             |
| 5e ligne  | Pos. 13                    |                              | Pos. 12                         |                              | Pos. 11                     |
|           | Stacey Lotus 1 min 38 s 8  |                              | Salvadori Cooper 1 min 38 s 7   |                              | McLaren Cooper 1 min 38 s 6 |
| 6e ligne  |                            | Pos. 15                      |                                 | Pos. 14                      |                             |
|           |                            | Surtees Lotus 1 min 39 s 0   |                                 | Gurney BRM 1 min 38 s 9      |                             |
| 7e ligne  |                            |                              | Pos. 16                         |                              |                             |
|           |                            |                              | Trintignant Cooper 1 min 39 s 1 |                              |                             |

## Déroulement de la course

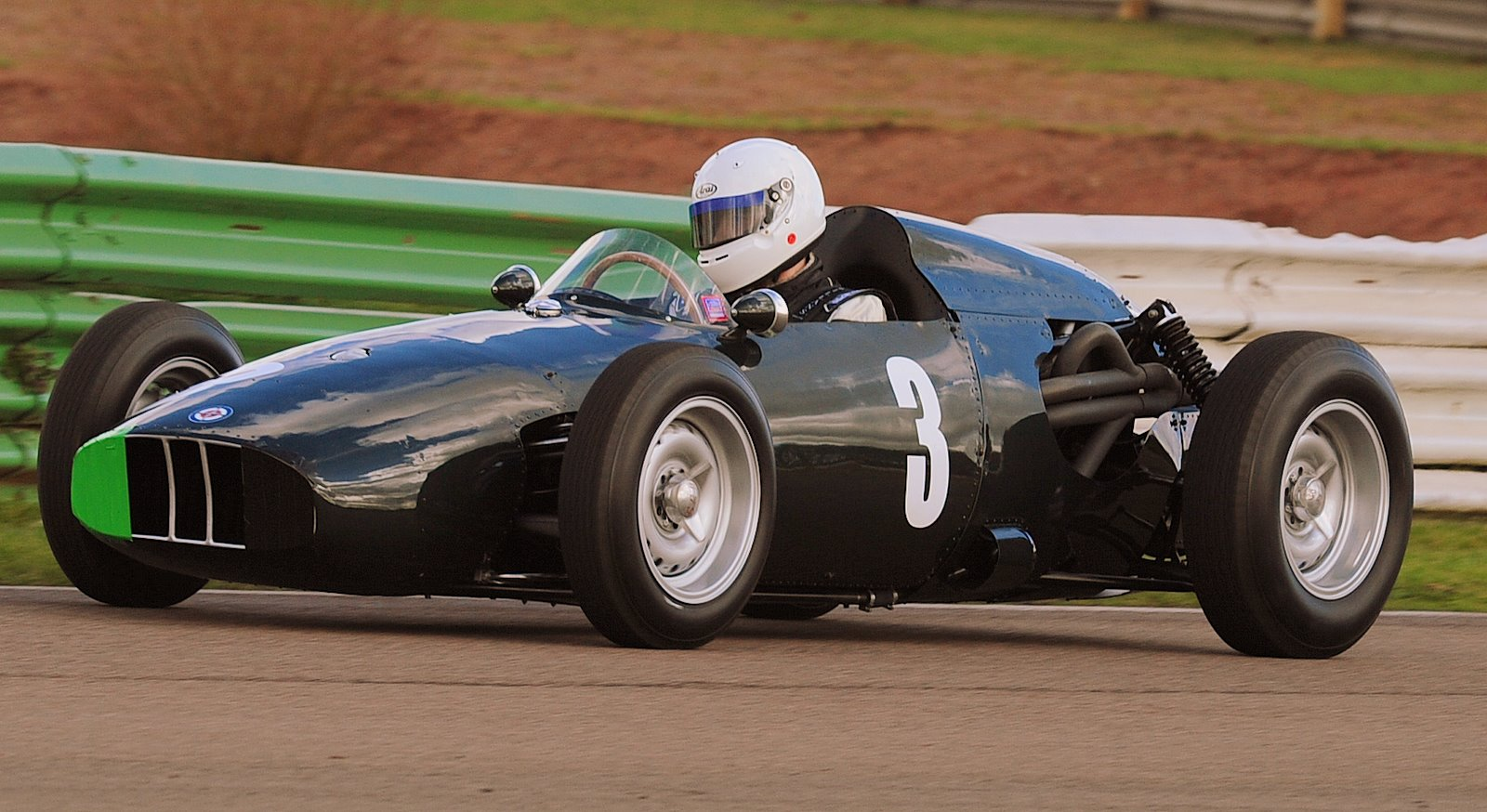
Débuts en championnat remarqués pour la BRM P48 (vue ici lors d'une course historique), qui va animer le groupe de tête une bonne partie de la course aux mains de Joakim Bonnier.

Le ciel est couvert le jour de la course, mais la piste est sèche au moment du départ. De l'extérieur de la seconde ligne, Joakim Bonnier est le plus prompt à démarrer et infiltre sa BRM entre les Cooper de Jack Brabham et Tony Brooks au freinage de l'épingle du gazomètre ; le pilote suédois vire à l'extérieur, débordant la Lotus de Stirling Moss, et ressort du virage en tête. Moss s'est également fait déborder par Brabham, qui va accomplir la première boucle dans les roues de Bonnier. Les trois hommes vont rester roues dans roues pendant quatre tours, avant que Moss (qui vient de battre le record officiel à 116 km/h de moyenne) ne déborde Brabham au cours du cinquième. Le reste du peloton, emmené par Brooks, est rapidement distancé. Bien que parti de la quatrième ligne, Phil Hill  (Ferrari) effectue un beau début de course et occupe la cinquième place après avoir débordé la Cooper de Chris Bristow au second tour. Très mal placés après le premier virage, Bruce McLaren et Maurice Trintignant (tous deux sur Cooper) sont progressivement remontés aux dixième et onzième rangs, mais le pilote français, boîte de vitesses bloquée, doit bientôt renoncer.
Devant, Moss s'est placé dans les roues de la BRM de Bonnier, sans toutefois chercher l'ouverture. Les deux voitures vont rester soudées l'une à l'autre durant plus de dix tours, avant que le Suédois, en difficulté avec ses freins, n'ouvre la porte au Britannique, qui creuse un léger écart. Bonnier est maintenant directement menacé par Brabham, Brooks et Phil Hill. Viennent ensuite la BRM de Graham Hill, talonnée par McLaren qui a recollé au peloton de chasse après avoir à deux reprises amélioré le record du tour, l'établissant à 117,7 km/h de moyenne. Au vingtième passage devant les stands, Brabham, qui vient de déborder Bonnier, compte près de trois secondes de retard sur la Lotus de tête. Renseigné par son stand, Moss force un peu l'allure et en quelques tours porte son avance à sept secondes. La pluie commence alors à tomber, changeant la physionomie de la course : la piste devient rapidement très glissante et la Lotus s'avère délicate à piloter dans ces conditions, ce dont profitent aussitôt Bonnier (qui vient de reprendre la seconde place) et Brabham pour réduire leur retard. Au trentième tour la jonction est faite mais Bonnier ne cherche cependant pas à attaquer Moss. Brabham passe alors à l'attaque : au passage suivant, il est devant Bonnier et trois tours plus tard s'empare du commandement. L'Australien semble particulièrement à l'aise sous la pluie, tout comme son coéquipier McLaren qui occupe désormais la quatrième place, loin toutefois de Bonnier. Alors qu'il semblait parti pour rééditer sa victoire de l'année précédente, Brabham se fait cependant surprendre à l'approche du virage de Sainte Dévote : victime d'une boîte de vitesses capricieuse, il se retrouve soudain au point mort et ne peut éviter le tête-à-queue, escaladant le trottoir ; train avant endommagé, il regagne son stand à pied (il tentera de repartir peu avant la fin d'épreuve, l'important nombre d'abandons pouvant lui permettre de marquer un ou deux points au championnat, mais, poussé pour redémarrer, sera finalement disqualifié).
On en est alors au quarante-et-unième tour de la course et Moss retrouve la première place, précédant Bonnier de quelques secondes. McLaren, troisième, est à une demi-minute, tandis que Graham Hill, passé devant Phil Hill après un tête-à-queue de ce dernier, accède à la quatrième place. Il ne pleut pratiquement plus et, sur une piste s'asséchant progressivement, Moss prend du champ sur Bonnier, portant son avance à quatorze secondes à la mi-course. Isolé en troisième position, McLaren est à quarante-six secondes de la Lotus de tête, tandis que beaucoup plus loin Phil Hill a pratiquement rejoint Graham Hill et se prépare à lui disputer sa quatrième place. Tous les autres pilotes sont à plus d'un tour. La course semble désormais jouée mais alors que l'homme de tête s'apprête à aborder pour la soixantième fois l'épingle du gazomètre, son moteur commence à ratatouiller, tournant sur trois cylindres. Moss s'arrête aussitôt à son stand, où l'on détecte un fil de bougie débranché. L'intervention ne dure que vingt-quatre secondes et le pilote britannique reprend la piste en seconde position, dix secondes derrière Bonnier. Le pilote suédois ne peut résister à la remontée de Moss, qui lui reprend plus d'une seconde au tour et le repasse inexorablement quelques boucles plus tard. Dès lors, la cause est entendue, plus rien ne pourra entraver la chevauchée victorieuse de la petite Lotus, qui va s'octroyer sa première victoire en championnat du monde. Pour ses poursuivants, la fin de course va cependant être riche en rebondissements, la piste restant piégeuse par endroits ; la lutte pour la troisième place entre McLaren, Graham Hill et Phil Hill est particulièrement animée, les trois pilotes se feront tous surprendre au moins une fois au gazomètre, ne pouvant éviter le tête-à-queue. C'est finalement McLaren qui sortira vainqueur de cette lutte qui a été fatale à Graham Hill, ce dernier ayant achevé sa course dans cette épingle en sectionnant l'escalier menant au podium de la station de radio locale ! Alors que sa seconde place n'était pas menacée, Bonnier a dû regagner son stand peu avant le quatre-vingtième tour, suspension arrière cassée. Une intervention de fortune lui a permis de repartir, au ralenti, pour finalement terminer attardé à dix-sept tours du vainqueur, en cinquième position toutefois grâce aux nombreux abandons ayant émaillé ce Grand prix. C'est la seconde victoire de Moss dans ce Grand Prix, quatre ans après celle acquise sur Maserati. La seconde place de McLaren permet à celui-ci de conserver la tête du championnat du monde, avec six points d'avance sur le vainqueur du jour. Seulement quatre voitures étaient encore en état à l'arrivée tandis que Richie Ginther a dû pousser sa Ferrari en panne jusqu'`a la ligne d'arrivée pour se classer sixième avec trente tours de retard !

### Classements intermédiaires
Classements intermédiaires des monoplaces aux premier, troisième, cinquième, dixième, quinzième, vingtième, trentième, quarantième, cinquantième, soixante-cinquième, soixante-dixième et quatre-vingtième tours.

### Classement de la course
| Pos  | No | Pilote              | Écurie          | Tours | Temps/Abandon                      | Grille | Points |
| ---- | -- | ------------------- | --------------- | ----- | ---------------------------------- | ------ | ------ |
| 1    | 28 | Stirling Moss       | Lotus-Climax    | 100   | 2 h 53 min 45 s 5                  | 1      | 8      |
| 2    | 10 | Bruce McLaren       | Cooper-Climax   | 100   | 2 h 54 min 37 s 6 (+ 52 s 1)       | 11     | 6      |
| 3    | 36 | Phil Hill           | Ferrari         | 100   | 2 h 54 min 47 s 4 (+ 1 min 01 s 9) | 10     | 4      |
| 4    | 18 | Tony Brooks         | Cooper-Climax   | 99    | 2 h 54 min 29 s 7 (+ 1 tour)       | 3      | 3      |
| 5    | 2  | Jo Bonnier          | BRM             | 83    | + 17 tours                         | 5      | 2      |
| 6    | 34 | Richie Ginther      | Ferrari         | 70    | + 30 tours                         | 9      | 1      |
| 7    | 6  | Graham Hill         | BRM             | 66    | Sortie de piste                    | 6      |        |
| 8    | 38 | Wolfgang von Trips  | Ferrari         | 61    | Embrayage                          | 8      |        |
| 9    | 22 | Innes Ireland       | Lotus-Climax    | 56    | + 44 tours                         | 7      |        |
| Abd. | 4  | Dan Gurney          | BRM             | 44    | Suspension                         | 14     |        |
| Dsq. | 8  | Jack Brabham        | Cooper-Climax   | 40    | Disqualifié                        | 2      |        |
| Abd. | 14 | Roy Salvadori       | Cooper-Climax   | 29    | Surchauffe moteur                  | 12     |        |
| Abd. | 24 | Alan Stacey         | Lotus-Climax    | 23    | Châssis                            | 13     |        |
| Abd. | 16 | Chris Bristow       | Cooper-Climax   | 17    | Boîte de vitesses                  | 4      |        |
| Abd. | 26 | John Surtees        | Lotus-Climax    | 17    | Transmission                       | 15     |        |
| Abd. | 44 | Maurice Trintignant | Cooper-Maserati | 4     | Boîte de vitesses                  | 16     |        |
| Nq.  | 12 | Bruce Halford       | Cooper-Climax   |       | Non qualifié                       |        |        |
| Nq.  | 32 | Cliff Allison       | Ferrari         |       | Non qualifié                       |        |        |
| Nq.  | 20 | Brian Naylor        | JBW-Maserati    |       | Non qualifié                       |        |        |
| Nq.  | 40 | Masten Gregory      | Cooper-Maserati |       | Non qualifié                       |        |        |
| Nq.  | 46 | Chuck Daigh         | Scarab          |       | Non qualifié                       |        |        |
| Nq.  | 30 | Giorgio Scarlatti   | Cooper-Ferrari  |       | Non qualifié                       |        |        |
| Nq.  | 48 | Lance Reventlow     | Scarab          |       | Non qualifié                       |        |        |
| Nq.  | 42 | Ian Burgess         | Cooper-Maserati |       | Non qualifié                       |        |        |

Légende :
- Abd.= Abandon

### Pole position et record du tour
- Pole position :  Stirling Moss en 1 min 36 s 3 (vitesse moyenne : 117,570 km/h). Temps réalisé lors de la séance d'essais du vendredi 27 mai[12].
- Meilleur tour en course :  Bruce McLaren en 1 min 36 s 2 au onzième tour (vitesse moyenne : 117,692 km/h).

### Tours en tête
- Jo Bonnier : 23 tours (1-16 / 61-67)
- Stirling Moss : 70 tours (17-33 / 41-60 / 68-100)
- Jack Brabham : 7 tours (34-40)

## Classement général à l'issue de la course
- Attribution des points : 8, 6, 4, 3, 2, 1 respectivement aux six premiers de chaque épreuve.
- Pour la coupe des constructeurs, même barème mais seule la voiture la mieux classée de chaque équipe inscrit des points. Les 500 miles d'Indianapolis ne sont pas pris en compte pour cette coupe, la course n'étant pas ouverte aux monoplaces de formule 1.
- Seuls les six meilleurs résultats sont comptabilisés.
- Le règlement permet aux pilotes de se relayer sur une même voiture, les points éventuellement acquis étant alors perdus pour pilotes et constructeur[12].

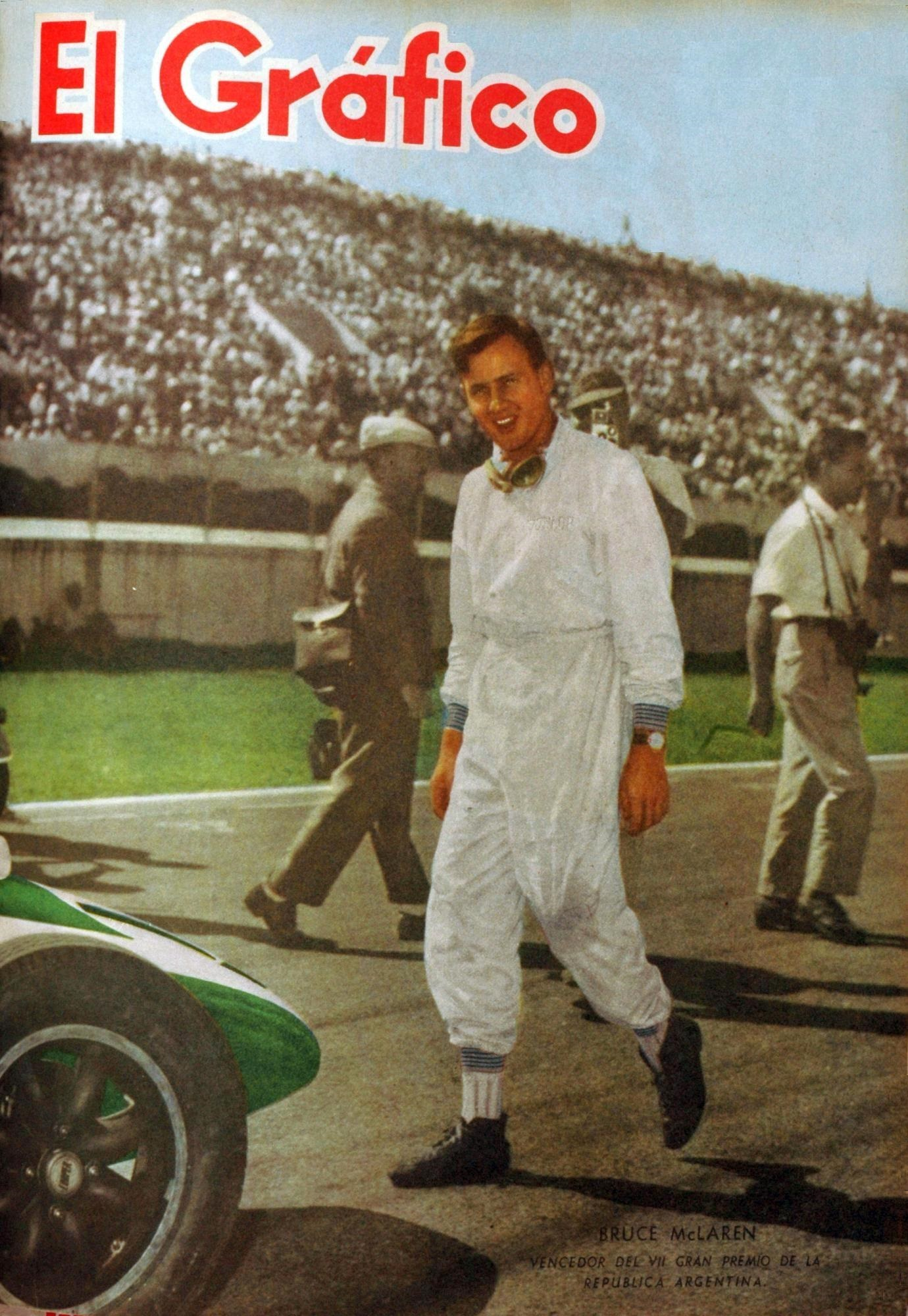
Bruce McLaren, en tête du championnat à l'issue des deux premières maches de la saison.

| Pos. | Pilote             | Écurie  | Points | ARG | MON | 500 | NL | BEL | FRA | GBR | POR | ITA | USA |
| ---- | ------------------ | ------- | ------ | --- | --- | --- | -- | --- | --- | --- | --- | --- | --- |
| 1    | Bruce McLaren      | Cooper  | 14     | 8   | 6   |     |    |     |     |     |     |     |     |
| 2    | Stirling Moss      | Lotus   | 8      | -   | 8   |     |    |     |     |     |     |     |     |
| 3    | Cliff Allison      | Ferrari | 6      | 6   | -   |     |    |     |     |     |     |     |     |
| 4    | Phil Hill          | Ferrari | 4      | -   | 4   |     |    |     |     |     |     |     |     |
| 5    | Carlos Menditéguy  | Cooper  | 3      | 3   | -   |     |    |     |     |     |     |     |     |
|      | Tony Brooks        | Cooper  | 3      | -   | 3   |     |    |     |     |     |     |     |     |
| 7    | Wolfgang von Trips | Ferrari | 2      | 2   | -   |     |    |     |     |     |     |     |     |
|      | Joakim Bonnier     | BRM     | 2      | -   | 2   |     |    |     |     |     |     |     |     |
| 9    | Innes Ireland      | Lotus   | 1      | 1   | -   |     |    |     |     |     |     |     |     |
|      | Richie Ginther     | Ferrari | 1      | -   | 1   |     |    |     |     |     |     |     |     |

| Pos. | Écurie          | Points | ARG | MON | 500 | NL | BEL | FRA | GBR | POR | ITA | USA |
| ---- | --------------- | ------ | --- | --- | --- | -- | --- | --- | --- | --- | --- | --- |
| 1    | Cooper-Climax   | 14     | 8   | 6   |     |    |     |     |     |     |     |     |
| 2    | Ferrari         | 10     | 6   | 4   |     |    |     |     |     |     |     |     |
| 3    | Lotus-Climax    | 9      | 1   | 8   |     |    |     |     |     |     |     |     |
| 4    | Cooper-Maserati | 3      | 3   | -   |     |    |     |     |     |     |     |     |
| 5    | BRM             | 2      | -   | 2   |     |    |     |     |     |     |     |     |

## À noter
- 13e victoire en championnat du monde pour Stirling Moss.
- 1re victoire en championnat du monde pour Lotus en tant que constructeur.
- 9e victoire en championnat du monde pour Climax en tant que motoriste.
- Jack Brabham est disqualifié pour avoir reçu de l'aide extérieure.